# Musée de minéralogie
Musée de minéralogie (Muzeum mineralogie) je muzeum v Paříži. Nachází se v Latinské čtvrti v 6. obvodu na adrese Boulevard Saint-Michel č. 60.

## Charakteristika
Zřizovatelem muzea je École nationale supérieure des mines de Paris a muzeum sídlí v hlavní budově školy v paláci hôtel de Vendôme. Zakladatelem muzea byl francouzský mineralog René Just Haüy, který muzeum vytvořil v roce 1794 ze svých sbírek.
Muzeum vlastní přes 100 000 sbírkových exponátů, z nichž je vystaveno asi 5000.